# البرمة
البرمة بلدية تابعة دائرة البرمة ولاية ورقلة تقع على الحدود التونسية
تبعد عن مقر الولاية ورقلة 430 كلم يحدها من الشمال بلدية دوار الماء ولاية الوادي ومن الغرب دائرة حاسي مسعود ومن الجنوب بلدية دبداب ولاية اليزي ومن الشرق ولاية تطاوين تونس.

## المناخ
يظهر الجدول التالي التغييرات المناخية على مدار السنة لالبرمة:
| البيانات المناخية لـالبرمة        | البيانات المناخية لـالبرمة | البيانات المناخية لـالبرمة | البيانات المناخية لـالبرمة | البيانات المناخية لـالبرمة | البيانات المناخية لـالبرمة | البيانات المناخية لـالبرمة | البيانات المناخية لـالبرمة | البيانات المناخية لـالبرمة | البيانات المناخية لـالبرمة | البيانات المناخية لـالبرمة | البيانات المناخية لـالبرمة | البيانات المناخية لـالبرمة | البيانات المناخية لـالبرمة |
| الشهر                             | يناير                      | فبراير                     | مارس                       | أبريل                      | مايو                       | يونيو                      | يوليو                      | أغسطس                      | سبتمبر                     | أكتوبر                     | نوفمبر                     | ديسمبر                     | المعدل السنوي              |
| --------------------------------- | -------------------------- | -------------------------- | -------------------------- | -------------------------- | -------------------------- | -------------------------- | -------------------------- | -------------------------- | -------------------------- | -------------------------- | -------------------------- | -------------------------- | -------------------------- |
| متوسط درجة الحرارة الكبرى °م (°ف) | 16.1 (61.0)                | 19.1 (66.4)                | 23.4 (74.1)                | 28.2 (82.8)                | 32.6 (90.7)                | 37.4 (99.3)                | 40.0 (104.0)               | 39.2 (102.6)               | 36.0 (96.8)                | 29.6 (85.3)                | 22.8 (73.0)                | 17.6 (63.7)                | 28.5 (83.3)                |
| المتوسط اليومي °م (°ف)            | 10.1 (50.2)                | 12.5 (54.5)                | 16.1 (61.0)                | 20.5 (68.9)                | 24.8 (76.6)                | 29.3 (84.7)                | 31.1 (88.0)                | 30.7 (87.3)                | 28.1 (82.6)                | 22.5 (72.5)                | 16.3 (61.3)                | 11.4 (52.5)                | 21.1 (70.0)                |
| متوسط درجة الحرارة الصغرى °م (°ف) | 4.1 (39.4)                 | 5.9 (42.6)                 | 8.9 (48.0)                 | 12.9 (55.2)                | 17.1 (62.8)                | 21.2 (70.2)                | 22.3 (72.1)                | 22.3 (72.1)                | 20.2 (68.4)                | 15.4 (59.7)                | 9.8 (49.6)                 | 5.3 (41.5)                 | 13.8 (56.8)                |
| الهطول مم (إنش)                   | 8 (0.3)                    | 5 (0.2)                    | 8 (0.3)                    | 4 (0.2)                    | 3 (0.1)                    | 0 (0)                      | 0 (0)                      | 1 (0.0)                    | 1 (0.0)                    | 4 (0.2)                    | 7 (0.3)                    | 5 (0.2)                    | 46 (1.8)                   |
| المصدر: climate-data.org          |                            |                            |                            |                            |                            |                            |                            |                            |                            |                            |                            |                            |                            |